# Uganda International 2022
Die Uganda International 2022 im Badminton fanden vom 24. bis zum 27. Februar 2022 in Kampala statt.

## Sieger und Platzierte
| Disziplin    | Gold                                        | Silber                                        | Bronze                                 |
| ------------ | ------------------------------------------- | --------------------------------------------- | -------------------------------------- |
| Herreneinzel | Arnaud Merklé                               | Harshit Aggarwal                              | Anirudh Janardhanan                    |
| Herreneinzel | Arnaud Merklé                               | Harshit Aggarwal                              | Viren Nettasinghe                      |
| Dameneinzel  | Talia Ng                                    | Mansi Singh                                   | Kasturi Radhakrishnan                  |
| Dameneinzel  | Talia Ng                                    | Mansi Singh                                   | Jenjira Stadelmann                     |
| Herrendoppel | Boon Xin Yuan Wong Tien Ci                  | Jones Ralfy Jansen Jan Colin Völker           | Mohamed Abderrahime Belarbi Adel Hamek |
| Herrendoppel | Boon Xin Yuan Wong Tien Ci                  | Jones Ralfy Jansen Jan Colin Völker           | Koceila Mammeri Youcef Sabri Medel     |
| Damendoppel  | Kasturi Radhakrishnan Venosha Radhakrishnan | Martina Corsini Judith Mair                   | Katharina Fink Yasmine Hamza           |
| Damendoppel  | Kasturi Radhakrishnan Venosha Radhakrishnan | Martina Corsini Judith Mair                   | Fadilah Mohamed Rafi Tracy Naluwooza   |
| Mixed        | Koceila Mammeri Tanina Violette Mammeri     | Senthil Vel Govindarasu Venosha Radhakrishnan | Israel Wanagalya Gladys Mbabazi        |
| Mixed        | Koceila Mammeri Tanina Violette Mammeri     | Senthil Vel Govindarasu Venosha Radhakrishnan | Robert White Deidre Laurens Jordaan    |